# Ruben III. Kilikijski
Ruben III. (armensko Ռուբեն Գ), včasih tudi Rupen III., je bil od leta 1175 do 1187 deveti gospod Armenske Kilikije, * 1145, † 6. maj 1187, samostan Drazark.
Po zapisih v primarnih virih je bil Ruben pravičen in dober vladar. Bil je naklonjen križarjem in na svojih posestvih ustanovil številne verske ustanove.

## Življenje
Bil je najstarejši sin Štefana, tretjega sina Leona I., kneza Armenske Kilikije. Njegova mati Rita je bila hči Smpada  Barbaronskega. Rubenov oče je bil 7. februarja 1165 umorjen. Ruben je prišel na prestol po umoru svojega strica Mleha 15. maja 1175. Po smrti ga je nasledil kasnejši kralj Leon I.

## Družina
4. februarja 1181 ali 3. februarja 1182 se je poročil z Izabelo Toronsko, hčerko Humphreya III. Toronskega in Štefanije Milijske. Zakonca sta imela hčerki 
- Alico (1182 – po 1234), poročeno s Hetumom  Sassounskim in zatem z grofom Rajmondom IV. Tripolskim, in
- Filipo (1183 – pred 1219), poročeno s sasounskim šahanšahom in zatem z nikejskim cesarjem Teodorjem I. Laskarisom.